# Theodorus Aaninck
Theodorus Aaninck, né le 7 mars 1760 à Amsterdam et mort le 13 mars 1819 à Haarlem, est un homme politique néerlandais.

## Biographie
Médecin à Amsterdam, il est élu député patriote unitariste d'Amsterdam à l'assemblée nationale batave en février 1796. Il est réélu en août 1797 par le district de Soestdijk mais démissionne après le coup d'État du 22 janvier 1798. Il se retire alors de la vie politique et s'installe à Haarlem.